# Teemu Penninkangas
Teemu Penninkangas (Alavus, 24 luglio 1992) è un calciatore finlandese, difensore del Gilla.

## Carriera

### Club
Ha giocato nella massima serie dei campionati finlandese ed irlandese.